# Scientology: Ein Glaubensgefängnis
Scientology: Ein Glaubensgefängnis ist ein Dokumentarfilm des Regisseurs Alex Gibney aus dem Jahr 2015. Der Film behandelt die Neue Religiöse Bewegung Scientology. Der Film feierte seine Premiere am 25. Januar 2015 beim Sundance Film Festival. In Deutschland wurde er erstmals am 27. Juni 2015 beim Filmfest München aufgeführt.

## Inhalt
Der Film basiert auf Lawrence Wrights Sachbuch Im Gefängnis des Glaubens: Scientology, Hollywood und die Innenansicht einer modernen Kirche. Gibney interviewt unter anderem frühere Scientologen wie Paul Haggis, Mike Rinder, Jason Beghe, Silvia „Spanky“ Taylor, Sara Goldberg, Tom DeVocht und Marty Rathbun.
Gibney unterteilte den Film in drei Akte. Im ersten beschreiben frühere Scientologen, wie sie Mitglied der Bewegung wurden. Der zweite Akt widmet sich den frühen Jahren von Scientology und der Geschichte des Gründers L. Ron Hubbard. Im finalen Akt wird das Verhalten der Scientology-Führung, insbesondere das von David Miscavige, näher beleuchtet.

## Rezeption
Laut Rotten Tomatoes wurde der Film zu 95 % positiv bewertet (basierend auf 87 Kritiken mit einer Durchschnittswertung von 7,8 von 10 Punkten). Metacritic weist einen Metascore von 80 Punkten aus (basierend auf 11 Kritiken).
Scientology buchte noch vor Veröffentlichung des Films ganzseitige Anzeigen in der New York Times und weiteren US-Tageszeitungen, in denen Parallelen zur Falschmeldung „A Rape on Campus“ gezogen wurden. Weiterhin gab es Versuche, die Berichterstattung der Kritiker zum Film zu beeinflussen.

## Auszeichnungen
Bei der Primetime-Emmy-Verleihung 2015 war Scientology: Ein Glaubensgefängnis in sieben Kategorien für einen Emmy nominiert und konnte den Preis auch in drei Kategorien gewinnen.
- Outstanding Directing for Nonfiction Programming (Alex Gibney)
- Outstanding Writing for Nonfiction Programming (Alex Gibney, HBO)
- Outstanding Documentary or Nonfiction Special (Chris Wilson, Sheila Nevins, Sara Bernstein, Alex Gibney, Lawrence Wright, Kristen Vaurio, HBO)